# B’nai-B’rith-Schwesternverbände
Die B’nai-B’rith-Schwesternverbände gründeten sich in Deutschland seit 1897 und waren als jüdische Frauenvereinigungen dem B’nai-B’rith-Orden angeschlossen, die erste der insgesamt 103 Logen entstand 1882 in Berlin. In den Schwesternvereinigungen betätigten sich vorwiegend die Ehepartnerinnen der Logenbrüder, später fanden auch unverheiratete Frauen Aufnahme. Die Frauenvereinigungen des zuletzt von Großpräsident Rabbiner Dr. Leo Baeck geleiteten deutschen Distrikts des Ordens B’nai B’rith waren sowohl im Jüdischen Frauenbund als auch im Bund Deutscher Frauenvereine aktiv. Die einzelnen Schwesternvereinigungen und ihr 1912 errichteter Dachverband gründeten, organisierten und unterstützten soziale, berufliche und kulturelle Projekte für benachteiligte Frauen und Mädchen und leisteten damit einen Beitrag für den Kampf für mehr Rechte der Frauen. Von 1928 bis 1936 erschien unter der Leitung der Chefredakteurin Dora Edinger das Verbandsorgan "Die Logenschwester" (seit September 1934: "Die Zeitschrift des Schwesternverbandes der Bnei Brith/Bnë Briss"). Im April 1937 wurden mit der nationalsozialistischen Zerstörung des jüdischen Ordens auch dessen Frauenvereinigungen zwangsaufgelöst.